# Michael Pearce
Pour les articles homonymes, voir Pearce.
Michael Pearce, né le 23 juillet 1933 en Égypte et mort en 2022, est un écrivain britannique, auteur de roman policier historique. 

## Biographie
Né en Égypte, alors que le pays est sous la tutelle britannique, il y passe une partie de son enfance, puis grandit au Soudan anglo-égyptien et passe également du temps à Londres. Adulte, il devient interprète du russe durant la guerre froide, puis retourne en Égypte fréquemment pour enseigner et travaille aussi avec Amnesty International pour la défense des droits de l'homme. 
En littérature, il se lance en 1988 dans l'écriture de la série policière historique des aventures de Gareth Owen, le « Mamour Zapt », c'est-à-dire le chef de la police secrète du Caire, en 1908. Selon Claude Mesplède, Micheal Pearce, en « fin connaisseur des traditions et des réalités sociales et politiques de l'Égypte, [...] décrit avec une extraordinaire précision le fourmillement de cette grande cité surpeuplée qu'est déjà Le Caire, où se croisent toutes les populations : française, anglaise, italienne, turque, arménienne, syrienne... ». Il évoque aussi le fort sentiment anti-britannique et pro-nationaliste des Égyptiens, non sans glisser dans ses intrigues une pointe d'humour qui n'épargne aucune nationalité. La série compte 17 romans, dont certains lorgnent vers le roman d'espionnage. En 1993, The Mamur Zapt and the Spoils of Egypt a reçu le prix de l'humour de la Crime Writers' Association.
Michael Pearce a également publié une série policière qui se déroule juste avant la Première Guerre mondiale et ayant pour héros Sandor Seymour, officier de Scotland Yard et membre de Bureau des Affaires étrangères et du Commonwealth, qui s'occupe d'affaires criminelles liées aux ambassades et à la diplomatie britannique.  Enfin, il est le créateur du personnage de Dimitri Cameron, un jeune avocat qui enquête dans la Russie du début du XXe siècle.

## Œuvre

### Romans

#### SérieMamur Zapt
- The Mamur Zapt and the Return of the Carpet (1988) Publié en français sous le titre Le Retour du tapis, traduit par Michèle Valencia, Paris, 10/18. Grands Détectives no 3525, 2003  (ISBN 2-264-03425-4)
- The Mamur Zapt and the Night of the Dog (1989) (aussi titré The Night of the Dog) Publié en français sous le titre La Nuit du chien, traduit par Michèle Valencia, Paris, 10/18. Grands Détectives no 3526, 2003  (ISBN 2-264-03433-5)
- The Donkey-Vous (1990) Publié en français sous le titre Enlèvements au Caire, traduit par Dominique Rinaudo, Paris, Seuil, Policiers, 1993  (ISBN 2-02-019605-0) ; réédition dans une nouvelle traduction de Michèle Valencia sous le titre Le Coin des ânes, Paris, 10/18. Grands Détectives no 3566, 2003  (ISBN 2-264-03432-7)
- The Mamur Zapt and the Men Behind (1991) Publié en français sous le titre Troubles au Caire, traduit par Michèle Valencia, Paris, 10/18. Grands Détectives no 3620, 2004  (ISBN 2-264-03742-3)
- The Girl in the Nile (1992) Publié en français sous le titre La Belle du Nil, traduit par Michèle Valencia, Paris, 10/18. Grands Détectives no 3692, 2005  (ISBN 2-264-03743-1)
- The Spoils of Egypt (1992)
- The Camel of Destruction (1993)
- The Snake Catcher's Daughter (1994)
- The Mingrelian Conspiracy (1995)
- The Fig Tree Murder (1997)
- The Last Cut (1998)
- Death of an Effendi (1999)
- A Cold Touch of Ice (2000)
- The Face in the Cemetery (2001)
- The Point in the Market (2003)
- The Mark of the Pasha (2008)
- The Bride Box (2013)

#### SérieDmitri Kameron
- Dmitri and the Milk-Drinkers (1997)
- Dmitri and the One-Legged Lady (1999)

#### SérieSandor Seymour
- A Dead Man in Trieste (2004)
- A Dead Man in Istanbul (2005)
- A Dead Man in Athens (2006)
- A Dead Man in Tangier (2007)
- A Dead Man in Barcelona (2008)
- A Dead Man in Naples (2009)
- A Dead Man in Malta (2010)

#### Autre roman
- The Dragoman's Story (2000)

## Sources
- Claude Mesplède, Dictionnaire des littératures policières, vol. 2 : J - Z, Nantes, Joseph K, coll. « Temps noir », 2007, 1086 p. (ISBN 978-2-910-68645-1, OCLC 315873361), p. 498-499.